# Audrey Tautou
Audrey Tautou (Beaumont, Francuska, 9. kolovoza 1976. ) francuska filmska glumica. 
Crnokosu, crnooku glumicu porculanske puti, Audrey Tautou, već u početku glumačke karijere filmski kritičari uspoređivali su s Audrey Hepburn i Leslie Caron. Njezin sanjiv pogled i nevin osmjeh osvojio je publiku već u prvom cjelovečernjem filmu "Venus Beaute Institute" (1999.). Za tu ulogu nagrađena je francuskom filmskom nagradom Cesar. 

## Životopis
Rođena je u Beaumontu, a odrasta u ruralnom mjestašcu Montlucion. Glumačku karijeru počela je na televiziji, a njezin veliki proboj u zvjezdanu orbitu omogućila joj je naslovna uloga u filmu Amelie (2001.) redatelja Jeana-Pierrea Jeuneta. Tad malo poznatoj Audrey uloga je pripala tek nakon što je Emily Watson odustala od uloge. "Amelie" je bio veliki kino hit u Francuskoj, a ubrzo i u cijelom svijetu. Zanimljivo je da je zahvaljujući tom filmu u Americi porastao interes za francusku kinematografiju općenito. Slava joj je, kako je svojednobno izjavila Audrey, prilično smetala. Naime, strašno joj je bilo neugodno kada su je prolaznici počeli prepoznavati, tražiti autograme na ulici, mahati i slično.
Očekivano, ubrzo su joj počele stizati ponude iz Hollywooda kojima se dugo opirala. Prvo je snimila filmove poput "Druge strane ljubavi", "Slatkih prljavih stvari" i "Španjolskog apartmana" da bi na kraju popustila. Njezin prvi hollywoodski film je "Nowhere to Go But Up" redatelja Amosa Kolleka. Utješna je njezina tvrdnja kako uloge nikada neće birati prema veličini honorara već prema vlastitom instinktu pronalaženja i stvaranja umjetnički vrijednosti.
2004. ponovo snima s Jeunetom, ovog puta romantičnu priču smještenu u vrijeme prvog svjetskog rata „Zaruke su dugo trajale“ koju su recenzenti nazvali "Amelie ide u rat“. Ovdje ona igra nesretnu djevojku koja u poratnom kaosu traži svoju ljubav iz djetinjstva, mladića koji se sa svojim kolegama radije samoozljedio nego da izgubi glavu u sveopćoj besmislenoj klaonici. Za ulogu Mathilde nominirana je za nagradu César, a sâm film dobio je čak 12 nominacija za tu najvažniju francusku filmsku nagradu. 
Na popularnost Audrey Tatou i simpatije kod publike računa i producentsko-redateljski par Grazer-Howard: u njihovoj ekranizaciji bestselera „Da Vincijev kod“ Dana Browna uz zvijezdu filma Toma Hanksa glavnu žensku ulogu glumi Audrey.

## Vanjske poveznice
- Audrey Tautou u internetskoj bazi filmova IMDb-u (engl.)